# 長野県長野西高等学校中条校
長野県長野西高等学校中条校（ながのけん ながのにしこうとうがっこう なかじょうこう）とは、長野県長野市中条にある公立高等学校の分校。
文化祭は「西楼祭」と称する。

## 沿革
- 1909年 - 組合立西部農学校として開校。
- 1920年4月1日 - 長野県上水内郡西部農学校に改称。
- 1943年4月1日 - 長野県に移管し、長野県中条農学校に改称。
- 1948年4月1日 - 学制改革により、長野県中条高等学校（農業課程、普通課程、農村家庭課程）となる。定時制課程を併設。
- 1975年 - 農業科を閉科。
- 1976年 - 家政科を閉科。
- 1997年4月1日 - コース制（進学、情報、工芸、福祉ボランティア）を設置。
- 2006年9月15日 - 長野県犀峡高等学校との統合案を県議会が否決。
- 2008年10月6日 - 長野県長野西高等学校の分校化案を県議会が同意。
- 2009年4月1日 - 長野県長野西高等学校中条校となる。

## 出身者
- 西沢権一郎 - 長野県知事（1959年-1980年）

## 校歌
- 校歌 - ウェイバックマシン（2005年12月22日アーカイブ分）（作詞：藤園丸 作曲：井上武士）

## 交通
- 長野駅または安茂里駅よりアルピコ交通 27 高府行・初引行で、｢中条｣ 下車[1]。